# Journal of the Faculty of Science: University of Tokyo, Section 3, Botany
Journal of the Faculty of Science: University of Tokyo, Section 3, Botany (abreviado J. Fac. Sci. Univ. Tokyo, Sect. 3, Bot.) es una revista con ilustraciones y descripciones botánicas que es publicada en Tokio por la Universidad de Tokio desde el año 1925.